# Eric Benét

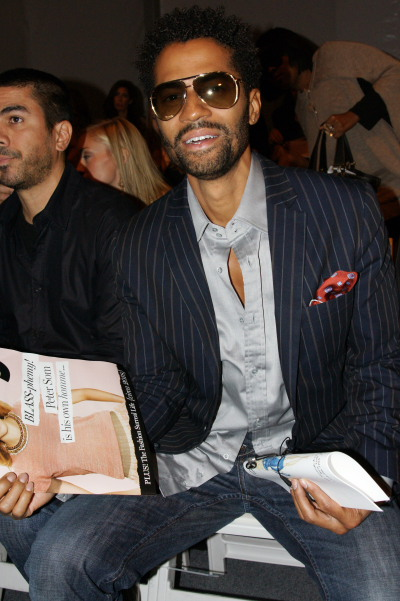
Eric Benét (2008)

Eric Benét Jordan (* 15. Oktober 1966 in Milwaukee, Wisconsin) ist ein US-amerikanischer Rhythm-and-Blues-Sänger.

## Leben
Eric Benét wuchs als jüngstes von fünf Kindern in einer sehr musikalischen Familie auf. Folglich begann er schon früh selbst zu musizieren und trat dem Kirchenchor seiner Gemeinde bei. Mitte der 1980er sammelte er bei Auftritten mit der Coverband Gerard in verschiedenen Clubs der Umgebung erste Erfahrungen auf der Bühne. Doch das Potenzial dieser Formation war ziemlich schnell ausgeschöpft und stellte Benét nicht zufrieden. Daher stieg er bereits kurze Zeit später aus und gründete mit seiner Schwester und seinem Cousin die Gruppe Benét. In dieser Konstellation steckte wesentlich mehr, und so wurden sie von Capitol Records (Label aus der EMI Group) unter Vertrag genommen, die 1992 ihr Debütalbum Benét veröffentlichten.
Im April 1993, 15 Monate nach der Geburt der Tochter India, kam seine Freundin Tami bei einem Autounfall ums Leben. Nun begann für Benét sowohl familiär als auch musikalisch eine sehr schwierige Zeit. Um sich und seine Tochter über die Runden zu bringen, arbeitete er zunächst eine Zeit lang bei UPS. Da er sein musikalisches Ziel nicht aufgeben wollte, übernahm er Gast-Rollen auf den CDs verschiedener Künstler, um so auf sein Talent aufmerksam zu machen.
Viele Erfahrungen und Emotionen dieser Zeit verarbeitete Benét auf kreative Art und Weise und setzte sie in Lieder um. Nach einiger Zeit schickte er einer Verantwortlichen bei Warner Bros. ein Demo, die 1992 noch als Produzentin von Benét bei Capitol Records tätig war. Diese nahm ihn aufgrund hochwertigen Songmaterials erneut unter Vertrag. 1996 erschien sein Solo-Debütalbum True to Myself. So produzierte er sein zweites Album A Day in the Life, welches nach der Veröffentlichung 1999 mehr Radiotauglichkeit bewies und sich wesentlich besser verkaufte und eine Goldauszeichnung erhielt. Insbesondere der ebenso mit Gold sowie einem Grammy ausgezeichnete Hit Spend My Life with You etablierte Eric Benét in der amerikanischen Rhythm-and-Blues-Szene. Im Jahr 2005 veröffentlichte er sein drittes Album Hurricane.
Im Jahr 2006 veröffentlichte er das Duett Where Does the Love Go? mit Yvonne Catterfeld.
Von 2001 bis 2005 war er mit der Schauspielerin Halle Berry verheiratet. Im Jahr 2001 war er an der Seite von Mariah Carey im Musikfilm Glitter – Glanz eines Stars zu sehen.

## Diskografie

### Studioalben
| Jahr | Titel             | Höchstplatzierung, Gesamtwochen, AuszeichnungChartplatzierungen (Jahr, Titel, Platzierungen, Wochen, Auszeichnungen, Anmerkungen) | Höchstplatzierung, Gesamtwochen, AuszeichnungChartplatzierungen (Jahr, Titel, Platzierungen, Wochen, Auszeichnungen, Anmerkungen) | Höchstplatzierung, Gesamtwochen, AuszeichnungChartplatzierungen (Jahr, Titel, Platzierungen, Wochen, Auszeichnungen, Anmerkungen) | Höchstplatzierung, Gesamtwochen, AuszeichnungChartplatzierungen (Jahr, Titel, Platzierungen, Wochen, Auszeichnungen, Anmerkungen) | Höchstplatzierung, Gesamtwochen, AuszeichnungChartplatzierungen (Jahr, Titel, Platzierungen, Wochen, Auszeichnungen, Anmerkungen) | Anmerkungen                              |
| Jahr | Titel             | DE | AT | CH | UK | US | Anmerkungen                              |
| ---- | ----------------- | --- | --- | --- | --- | --- | ---------------------------------------- |
| 1996 | True to Myself    | — | — | — | — | US174 (5 Wo.)US | Erstveröffentlichung: 24. September 1996 |
| 1999 | A Day in the Life | — | — | — | UK67 (2 Wo.)UK | US25 Gold · (49 Wo.)US | Erstveröffentlichung: 27. April 1999     |
| 2005 | Hurricane         | — | — | — | — | US133 (1 Wo.)US | Erstveröffentlichung: 21. Juni 2005      |
| 2008 | Love & Life       | — | — | — | — | US11 (13 Wo.)US | Erstveröffentlichung: 9. September 2008  |
| 2010 | Lost in Time      | — | — | — | — | US33 (11 Wo.)US | Erstveröffentlichung: 30. November 2010  |
| 2012 | The One           | — | — | — | — | US32 (4 Wo.)US | Erstveröffentlichung: 5. Juni 2012       |

Weitere Veröffentlichungen
- 2001: Better and Better (unveröffentlicht)
- 2014: The Other One
- 2014: From E to U: Volume 1
- 2016: Eric Benét

### Singles
| Jahr | Titel Album                              | Höchstplatzierung, Gesamtwochen, AuszeichnungChartplatzierungen (Jahr, Titel, Album, Platzierungen, Wochen, Auszeichnungen, Anmerkungen) | Höchstplatzierung, Gesamtwochen, AuszeichnungChartplatzierungen (Jahr, Titel, Album, Platzierungen, Wochen, Auszeichnungen, Anmerkungen) | Höchstplatzierung, Gesamtwochen, AuszeichnungChartplatzierungen (Jahr, Titel, Album, Platzierungen, Wochen, Auszeichnungen, Anmerkungen) | Höchstplatzierung, Gesamtwochen, AuszeichnungChartplatzierungen (Jahr, Titel, Album, Platzierungen, Wochen, Auszeichnungen, Anmerkungen) | Höchstplatzierung, Gesamtwochen, AuszeichnungChartplatzierungen (Jahr, Titel, Album, Platzierungen, Wochen, Auszeichnungen, Anmerkungen) | Anmerkungen                                               |
| Jahr | Titel Album                              | DE | AT | CH | UK | US | Anmerkungen                                               |
| ---- | ---------------------------------------- | --- | --- | --- | --- | --- | --------------------------------------------------------- |
| 1996 | Spiritual Thang True to Myself           | — | — | — | UK62 (1 Wo.)UK | — | Erstveröffentlichung: 19. November 1996                   |
| 1997 | True to Myself                           | — | — | — | UK80 (1 Wo.)UK | — | Erstveröffentlichung: 20. Juni 1997                       |
| 1999 | Georgy Porgy A Day in the Life           | DE82 (8 Wo.)DE | — | — | UK28 (3 Wo.)UK | US55 (14 Wo.)US | Erstveröffentlichung: 5. Januar 1999 feat. Faith Evans    |
| 1999 | Spend My Life with You A Day in the Life | — | — | — | — | US21 Gold · (22 Wo.)US | Erstveröffentlichung: 15. Juni 1999 feat. Tamia           |
| 2000 | Why You Follow Me A Day in the Life      | — | — | — | UK48 (2 Wo.)UK | — | Erstveröffentlichung: Februar 2000                        |
| 2006 | Where Does the Love Go Hurricane / Aura  | DE28 (10 Wo.)DE | AT43 (3 Wo.)AT | CH35 (7 Wo.)CH | — | — | Erstveröffentlichung: 17. März 2006 mit Yvonne Catterfeld |

Weitere Singles
- 1996: Let’s Stay Together
- 1997: Femininity
- 2000: When You Think of Me
- 2001: Love Don’t Love Me
- 2005: I Wanna Be Loved
- 2005: Hurricane
- 2006: Pretty Baby
- 2008: You’re the Only One
- 2008: The Hunger
- 2009: Chocolate Legs
- 2010: Sometimes I Cry
- 2010: Never Want to Live Without You
- 2011: Real Love
- 2012: Harriett Jones
- 2012: News For You
- 2014: Runnin’
- 2014: Lay It Down
- 2016: Insane
- 2016: Did We Really Love?
- 2016: Sunshine (Remix) (feat. Tamia)

Gastauftritte
- 1997: Act Like You Want It (Somethin’ for the People feat. Eric Benét)
- 2000: I Apologize (Somethin’ for the People feat. Eric Benét)
- 2001: Want You (Mariah Carey feat. Eric Benét)
- 2005: Beautiful Lover (Big Gipp feat. Eric Benét)
- 2013: Days & Nights (JeA feat. Eric Benét)
- 2013: Whoo! (Fiestar feat. Eric Benét)